# Teofilo indiano
Teofilo indiano (latino: Theophilus Indus; fl. 337-356) è stato un missionario ariano del IV secolo.

## Biografia
La sua vita fu raccontata dallo storico Filostorgio nella sua Storia ecclesiastica, che, però, è pervenuta solo nel riassunto di Fozio.
La tradizione lo vuole originario di Ceylon e inviato in ostaggio all'imperatore romano Costantino I dal re dell'isola. Sarebbe giunto alla corte di Costantino con l'ambasciata guidata da Metrodoro nel 337 e proveniente appunto dall'India. Alla corte imperiale Teofilo sarebbe stato battezzato, ricevendo il nome greco, e istruito alla nuova religione, in particolare venendo ordinato sacerdote da vescovi ariani.
Sarebbe partito in missione per l'India per volere del successore e figlio di Costantino, l'imperatore Costanzo II, nel 356; essendo lui stesso un ariano, Costanzo scelse proprio Teofilo per questa missione. Filostorgio, autore ariano, racconta come Teofilo fosse amante della vita monastica, ma come per ordine di Costanzo si mise in viaggio. L'imperatore, volendo dare un certo rilievo a questa missione, lo fece scortare, a detta di Filostorgio, da duecento cavalli, che trasportavano i doni per i popoli da convertire.
Teofilo si diresse prima verso l'Arabia Felix, che a quel tempo era dominata dagli Omeriti, i quali avevano soppiantato i Sabei e spostato la capitale da Saba a Taphar. La popolazione locale si diceva discendente da Abramo, praticando la circoncisione l'ottavo giorno, ma era in effetti pagana. Teofilo iniziò la sua predicazione, ma trovò l'opposizione della locale comunità ebraica. Riuscì però a ottenere la fiducia del re, che gli permise di costruire tre chiese, una a Taphar, una ad Adana (moderna Aden) dove c'era un emporio romano e una all'imbocco del golfo persico, dove si trovava un mercato sasanide (forse a Maskat): la costruzione avvenne a spese di Teofilo.
Dopo aver costruito e arredato le chiese, Teofilo partì per Ceylon, da cui si recò poi in India. Qui trovò delle comunità già fondate e si dedicò a correggerne i riti in conformità con quelli occidentali; oltre a correzioni minori della liturgia, fece mutare loro la professione di fede in modo da renderla compatibile con l'arianesimo.
Teofilo tornò poi in occidente, passando prima per il Regno di Axum; a Costantinopoli venne ricevuto con grandi onori da Costanzo, che lo nominò vescovo in partibus, cioè senza sede.